# Xerochlamys elliptica
Xerochlamys elliptica är en tvåhjärtbladig växtart som beskrevs av Gerard. Xerochlamys elliptica ingår i släktet Xerochlamys och familjen Sarcolaenaceae. Inga underarter finns listade i Catalogue of Life.